# Луксембург на Светском првенству у атлетици на отвореном 2022.
Луксембург је учествовао на 18. Светском првенству у атлетици на отвореном 2022.  одржаном у Јуџину  од 15. јула до 25. јула четрнаести пут. Репрезентацију Луксембурга представљала су 2 такмичара (1 мушкарац и 1 жена) који су се такмичили 2 дисциплине (1 мушка и 1 женска).,.
На овом првенству такмичари Луксембурга нису освојили ниједну медаљу нити су остварили неки резултат.

## Учесници
| Мушкарци: - Чарел Гретен — 1.500 м | Жене: - Патриција ван дер Векен — 100 м |

## Резултати

### Мушкарци
| Атлетичар    | Дисциплина | Лични рекорд | Квалификације | Квалификације | Полуфинале     | Полуфинале  | Финале               | Финале       | Детаљи |
| Атлетичар    | Дисциплина | Лични рекорд | Резултат      | Место         | Резултат       | Место       | Резултат             | Место        | Детаљи |
| ------------ | ---------- | ------------ | ------------- | ------------- | -------------- | ----------- | -------------------- | ------------ | ------ |
| Чарел Гретен | 1.500 м    | 3:32,86 НР   | 3:36,51 КВ    | 5. у гр. 1    | 3:40,41 (.403) | 11. у гр. 1 | Није се квалификовао | 22 / 41 (42) |        |

### Жене
| Атлетичарка             | Дисциплина | Лични рекорд | Квалификације | Квалификације | Полуфинале            | Полуфинале            | Финале                | Финале  | Детаљи |
| Атлетичарка             | Дисциплина | Лични рекорд | Резултат      | Место         | Резултат              | Место                 | Резултат              | Место   | Детаљи |
| ----------------------- | ---------- | ------------ | ------------- | ------------- | --------------------- | --------------------- | --------------------- | ------- | ------ |
| Патриција ван дер Векен | 100 м      | 11,29 НР     | 11,34         | 6. у гр. 4    | Није се квалификовала | Није се квалификовала | Није се квалификовала | 36 / 49 |        |